# Eufòria 2
|  | Per a altres significats, vegeu «Eufòria (desambiguació)». |

Eufòria 2 fou la segona temporada del programa de talents musical Eufòria, produït per TV3 i Veranda. S'emeté per primera vegada el 23 de febrer de 2023 i la primera gala, el 10 de març de 2023.
La Jim guanyà el programa i rebé com a premis: un contracte discogràfic per a iniciar una carrera artística professional, acompanyarà en Lildami a la cançó de l'estiu de TV3 i Catalunya Ràdio, participarà en dos festivals l'estiu de 2023 i actuarà amb en Miki Núñez en la presentació del seu disc. La Carla fou la subcampiona i l'Alèxia la 3a finalista.

## Dinàmica

### Primera gala (gala 1)
En la primera gala, els participants es divideixen en grups de quatre, de manera que mentre un interpreta la seva cançó com a solista, els tres membres restants fan les veus secundàries del cor. En aquesta gala s'eliminen tres concursants i en la gala 3 se n'eliminen dos, un al principi i un al final del programa.

### Gala normal (gala 2-4, 6, 8 i 10)
En les següents gales, cada concursant fa una actuació com a solista acompanyat d'algun dels companys fent les segones veus. Després de cada actuació el jurat valora el concursant i decideix si va a la «zona de perill» o és salvat. El jurat després de cada valoració pot triar aquell concursant com a favorit i el darrer concursant en romandre a la cadira de favorit al final de la gala és el favorit de la nit. El favorit és immune al «VAR musical» i pot triar els companys que li faran les segones veus a la següent gala. A més del jurat, el «VAR musical», amb el director musical i la professora de veu, després d'escoltar totes les actuacions pot enviar algun concursant a la zona de perill per les segones. Els coaches poden salvar els concursants fins que en resten dos. Llavors, el públic vota quin dels dos concursants vol que continuï al programa i un és expulsat del programa, però abans canta per darrera vegada per a tancar el programa.
Aquesta és la dinàmica de la gala 2, la gala 3, la gala 4, la gala 6, la gala 8 i la gala 10.

### Gala al revés (gala 5)
En la cinquena gala, la dinàmica s'inverteix. El públic pot votar quins concursants continuen al programa: els cinc més votats es classifiquen directament, mentre que els quatre restants van a la «zona de perill». El concursant amb més vots és el favorit de la gala, unes decisions que fins aleshores feia el jurat. El «VAR musical» salva un concursant per la seva excel·lència en les segones veus i el jurat decidirà quin dels dos concursants de la «zona de perill» és expulsat.

### Gala de la repesca (gala 7)
La gala 7 és la de la repesca, en la qual tornen a Eufòria dos concursants. En aquesta sèptima gala hi ha dues rondes de votacions. En la primera, els experts del programa (el «VAR musical», els coaches i el jurat) voten, cada un d'ells, amb 1, 2 o 3 punts els concursants. El concursant més votat és repescat. En la segona ronda, el públic vota quin dels concursants restants vol que torni a entrar a Eufòria. El repescat és el més votat.

### Gala del públic (gala 9)
A la gala nou el públic té més poder que mai. El públic tria els tres concursants que se salven en una primera ronda de votacions i els cinc que van a la «zona de perill». El concursant més votat pel públic és el favorit de la gala i es converteix en el primer semifinalista. Els experts del programa trien, amb el mateix sistema de votacions que la gala 7 (la repesca), els altres tres concursants que se salven. Per a acabar, el públic torna a votar i decideix quin dels dos concursants restants se'n va del programa definitivament.

### Semifinals (gala 11 i 12)
En la primera semifinal, els sis concursant canten una cançó en solitari. A més, també fan dos duets. Totes aquestes cançons acompanyades de les segones veus dels companys expulsats. El públic vota quin és el concursant favorit i a la vegada el primer finalista del programa. I el segon concursant més votat continua a la següent semifinal. Els quatre concursants restants van a la «zona de perill» i els coaches i el «VAR musical» en salven un, el jurat en salva un altre i el públic vota el darrer cantant en continuar al programa.
En la segona semifinal, els cinc semifinalistes restants canten dues cançons amb dues tandes de votacions del públic on trien quin són els dos concursants expulsats del programa. El concursant favorit de la primera semifinal i els dos més votats de la segona esdevenen els tres finalistes d'Eufòria 2.

### Final (gala 13)
En aquesta final, la mecànica és com la de l'any passat. Després d'una primera ronda d'actuacions, el públic votarà i la concursant més votada serà la tercera finalista d'Eufòria 2. Les dues concursants restants tornen a actuar i el públic decideix quina de les concursants és la guanyadora del programa.

## Càsting
Després del gran succés d'Eufòria 1, als càstings de la segona temporada s'hi van presentar 2.300 persones, més que la passada edició. La fase final del càsting amb 75 concursants s'emeté en directe al canal de Twitch d'Eufòria per la Nadine Romero, fins que en restaren 25. L'última fase final es filmà i s'emeté per TV3 en dos programes desvelant els 16 concursants definitius d'Eufòria 2.

## Concursants
Els cantants de la segona edició foren els 16 següents:
- Jimena Gómez («Jim») (20 anys, Granollers): es descriu com a rockera 100 %. És monitora de lleure i balla swing. Toca el piano i la guitarra com a acompanyament. Fou la guanyadora d'Eufòria 2 amb el 59 % dels vots finals.[22]
- Carla Miralda (23 anys, Terrassa): ha estudiat educació infantil i és mestre de música. Canta a una coral i toca la guitarra i l'ukulele. Fou la segona classificada amb el 41 % dels vots del públic.[22]
- Alèxia Pascual (21 anys, Constantí): estudia teatre musical a l'Institut del Teatre. Ha treballat de cantant a un parc d'atraccions. Fou la primera finalista del programa. Fou la tercera classificada amb un 23 % dels vots.[22]
- Sofia Coll (24 anys, Barcelona): ha viscut a Nova York, Tenerife i Madrid. Toca la guitarra i el piano, amb els quals compon. Fou la primera semifinalista del programa i acabà com a quarta semifinalista del programa.
- Tomás Guzmán (17 anys, Sort): és xilè de pares músics, toca l'ukulele i el piano. La pandèmia de COVID-19 el va enxampar a Sitges amb la seva família i van decidir no anar-se'n de Catalunya. Fou el catorzè expulsat i el cinquè semifinalista.
- Elena Escorcia (21 anys, Palma): viu en un pis de l'Eixample de Barcelona. L'entusiasma escriure. Fou la sisena semifinalista de l'edició i la tretzena expulsada en la segona ronda de votacions amb 46 % de vots del públic.[23]
- Paula Costas (25 anys, l'Hospitalet de Llobregat): és il·luminadora, fotògrafa i dissenyadora gràfica. També ha estudiat doblatge. Toca el violí. Va treballar en la il·luminació del concert d'Eufòria al Palau Sant Jordi. Fou la segona persona expulsada en la primera gala amb un 8 % dels vots entre els sis concursant de la «zona de perill». A la setena gala, la gala de la repesca, tornà a entrar al programa amb 17 vots del «VAR musical», els coaches i el jurat.[12] A punt d'arribar a les semifinals (la gala 10), fou el dotzè expulsat del programa.[24]
- Carlos González (23 anys, Sabadell): treballa al negoci familiar. Toca la guitarra i el piano i li agrada fer esports i compondre. Fou el vuitè expulsat en la cinquena gala, la gala al revés.[25] En la setena gala, la gala de la repesca, tornà a entrar a Eufòria essent el més votat pel públic amb 27 % dels vots a favor.[12] Després de ser expulsat en la gala 5 i tornar en la gala 7, en Carlos fou expulsat (l'onzè) definitivament d'Eufòria en la gala 9 amb un 32 % dels vots en la segona votació del públic.[15]
- Claudia Inés (16 anys, Badalona): nasqué a Cuba i el 2015 va venir a viure a Barcelona amb sa mare. S'ha presentat al càsting de diferents programes, però no ha arribat a participar-ne en cap. Fou la desena expulsada en la gala 8 amb un 42 % dels vots totals.[26]
- Jan Esteve (20 anys, Albons): treballà a un pàrquing i a un gimnàs aquest estiu per a guanyar diners. Feia hoquei subaquàtic i toca la guitarra i el piano. Estigué a la «zona de perill» durant la setmana prèvia a la gala 3, però fou salvat pel públic en la gala 3. A la gala 7, fou el novè expulsat amb un 31 % dels vots totals.[27]
- Domènec Bis (24 anys, Barcelona): va néixer al Camerun i ja fa uns anys que viu a Barcelona. Té 5 germanes i estudia al taller de músics. Fou el setè expulsat en la quarta gala amb un 14 % dels vots.[28]
- Emmi Manukyan (17 anys, Barcelona): nasqué a Armènia i té formació clàssica (ha estudiat en un conservatori). Toca el piano i té coneixements de Jazz. Té un oncle cantant[Qui?] que és molt famós a Rússia. Fou la sisena persona expulsada en la tercera gala amb un 46 % dels vots.
- Natalia Revilla (19 anys, Sabadell): és estudiant de teatre musical i dansa urbana. Té 2 germanes i un gos. Estigué a la «zona de perill» durant la setmana prèvia a la gala 3 i fou la cinquena persona expulsada en aquesta gala amb un 33 % dels vots entre en Jan i ella.
- Neizan Martín («Nei») (19 anys, Castelldefels): és actor, cantant i ballarí. Fa poc va fer de Ratolí Pérez a una obra de teatre. Fou el quart expulsat en la segona gala amb un 14 % dels vots entre els tres concursant de la «zona de perill».
- Héctor Miguel (26 anys, Manlleu): és actor, cantant i músic. Té un grup de música (Agen) i treballa en un dinner show. Toca la guitarra i el baix. Fou posat a la «zona de perill» pel «VAR musical» i el tercer expulsat en la primera gala amb un 13 % dels vots entre els sis concursant de la «zona de perill».
- Ethan Barea (21 anys, Guissona): estudia producció musical al taller de músics. Ja ha treballat a l'àmbit musical com a productor i compositor. Sap tocar la guitarra, el piano i l'ukulele. Fou el primer expulsat en la primera gala amb un 8 % dels vots entre els sis concursant de la «zona de perill».

## Estadístiques setmanals
|         | Gala 1  | Gala 2   | Gala 3  | Gala 3   | Gala 4   | Gala 5 Al revés      | Gala 6   | Gala 7 Repesca      | Gala 8   | Gala 9 Del públic | Gala 10       | Gala 11 Primera semifinal | Gala 11 Primera semifinal | Gala 12 Segona semifinal | Gala 12 Segona semifinal | Gala 12 Segona semifinal | Gala final | Gala final |
| ------- | ------- | -------- | ------- | -------- | -------- | -------------------- | -------- | ------------------- | -------- | ----------------- | ------------- | ------------------------- | ------------------------- | ------------------------ | ------------------------ | ------------------------ | ---------- | ---------- |
| Jim     | 16%     | Salvada  | Exempta | Favorita | Salvada  | Salvada (13%)        | 69%      | Exempta             | Favorita | 12 vots / Salvada | Salvada       | Semifinalista             | Perill                    | 40%                      | 40%                      | Finalista                | 44%        | 59%        |
| Carla   | Salvada | Salvada  | Exempta | Salvada  | Salvada  | Salvada (16%)        | Salvada  | Exempta             | Salvada  | 2 vots / 68%      | Salvada       | Semifinalista             | Salvada (21%)             | 24%                      | 33%                      | Finalista                | 33%        | 41%        |
| Alèxia  | Perill  | Salvada  | Exempta | 54%      | Perill ° | Favorita (25%)       | Favorita | Exempta             | Salvada  | Salvada (20%)     | Salvada       | Semifinalista             | Favorita* (22%)           | Finalista                | Finalista                | Finalista                | 23%        |            |
| Sofia   | Salvada | Favorita | Exempta | Salvada  | Salvada  | Perill               | Salvada  | Exempta             | Salvada  | Favorita* (20%)   | Semifinalista | Semifinalista             | Perill                    | 21%                      | 27%                      | 27%                      |            |            |
| Tomás   | Salvat  | Salvat   | Exempt  | Perill   | Salvat   | Salvat (11%)         | Salvat   | Exempt              | Salvat   | Salvat (14%)      | Favorit       | Semifinalista             | 54%                       | 15%                      |                          |                          |            |            |
| Elena   | Salvada | Salvada  | Exempta | Salvada  | Favorita | Perill               | Salvada  | Exempta             | Salvada  | 17 vots / Salvada | 51%           | Semifinalista             | 46%                       |                          |                          |                          |            |            |
| Paula   | 8%      |          |         |          |          |                      |          | 17 vots / Repescada | Perill ° | 13 vots / Salvada | 49%           |                           |                           |                          |                          |                          |            |            |
| Carlos  | Perill  | Salvat   | Exempt  | Perill   | Salvat   | Expulsat (1/3 jurat) |          | 7 vots / 27%        | 58%      | 4 vots / 32%      |               |                           |                           |                          |                          |                          |            |            |
| Claudia | Salvada | Salvada  | Exempta | Salvada  | 86% °    | Salvada (11%)        | Salvada  | Exempta             | 42%      |                   |               |                           |                           |                          |                          |                          |            |            |
| Jan     | Salvat  | 55% º    | 67%     | Salvat   | Perill   | Salvat (2/3 jurat)   | 31%      | 1 vot / 16%         |          |                   |               |                           |                           |                          |                          |                          |            |            |
| Domènec | 23%     | Salvat   | Exempt  | Salvat   | 14%      |                      |          | 1 vot / 2%          |          |                   |               |                           |                           |                          |                          |                          |            |            |
| Emmi    | 32%     | Perill   | Exempta | 46% º    |          |                      |          | 3 vots / 23%        |          |                   |               |                           |                           |                          |                          |                          |            |            |
| Natalia | Salvada | 31%      | 33%     |          |          |                      |          | 2 vots / 7%         |          |                   |               |                           |                           |                          |                          |                          |            |            |
| Nei     | Perill  | 14%      |         |          |          |                      |          | 15 vots / 20%       |          |                   |               |                           |                           |                          |                          |                          |            |            |
| Héctor  | 13% º   |          |         |          |          |                      |          | 1 vot / 4%          |          |                   |               |                           |                           |                          |                          |                          |            |            |
| Ethan   | 8%      |          |         |          |          |                      |          | 1 vot / 1%          |          |                   |               |                           |                           |                          |                          |                          |            |            |

Gala normal:
º: Salvat però enviat a la «zona de perill» a causa del «VAR musical»
*: Favorit/a que es converteix en semifinalista o finalista directament
     El concursant és a la «zona de perill», però salvat pels coaches i a la semifinal juntament amb el «VAR musical»
     El concursant és a la «zona de perill», però salvat pel «VAR musical» (gala 5)
     El concursant és a la «zona de perill», però salvat de l'expulsió (per l'audiència / jurat a la gala 5 i a la 1a i 2a semifinal)
     El concursant és a la «zona de perill» durant tota la setmana vinent i a la següent gala es decidirà si continua al programa (gala 3)
     El concursant és a la «zona de perill» i expulsat per l'audiència / jurat (gala 5 al revés)
     El concursant és enviat a la cadira de favorit durant un període de la gala
     El concursant és enviat a la cadira de favorit durant un període de la gala, nominat pel «VAR musical» i salvat pels coaches
     El concursant és el favorit de la gala en romandre a la cadira de favorit i immune a la «zona de perill»
     El concursant es converteix en semifinalista, amb possibilitats d'esdevenir finalista
     El concursant se sotmet a una segona ronda de votacions per a convertir-se en finalista
     El concursant es converteix en finalista
     3a finalista
     2a finalista
     Guanyadora
Gala de repesca (gala 7) i gala del públic (gala 9):
     El concursant no pot ser expulsat
     El concursant ha estat repescat/salvat pel jurat, els coaches i el «VAR musical»
     El concursant ha estat repescat pel públic
     El concursant ha estat dels quatre més votats pel públic a la repesca
     El concursant és candidat a la repesca

### Semifinalistes
La Sofia es convertí en la primera semifinalista del programa perquè fou la favorita de la gala 9, el segon semifinalista fou en Tomás per ser el favorit de la gala 10. L'Alèxia, la Carla i la Jim foren les tres següents semifinalistes i, finalment, l'Elena (amb un 51 % dels vots contra la Paula) es convertí en la sisena i darrera semifinalista del programa.
En la primera semifinal, l'Alèxia aconseguí ser la primera finalista amb un 22 % dels vots del públic i la Carla continuà com a semifinalista amb un ajustat 21 %. L'Elena fou expulsada en una segona ronda de votacions pel públic i perdé amb el 46 % dels vots contra en Tomàs.

### Finalistes
L'Alèxia esdevingué la primera semifinalista de la temporada quan es convertí en la favorita de la primera semifinal. La Jim i la Carla foren la segona i tercera semifinalistes. El públic expulsà, en la primera ronda de votacions, en Tomàs i, en la segona ronda de votacions, la Sofia.

## Cançons

### Cançons en solitari
|                  | Gala 1                                            | Gala 2                                                               | Gala 3                                                  | Gala 4                                                                 | Gala 5                                         | Gala 6                                         | Gala 7 Repesca                                  | Gala 8                                        | Gala 9                                     | Gala 10                                           | Gala 11 Primera semifinal            | Gala 12 Segona semifinal                                                    | Gala final                                                                     |
| ---------------- | ------------------------------------------------- | -------------------------------------------------------------------- | ------------------------------------------------------- | ---------------------------------------------------------------------- | ---------------------------------------------- | ---------------------------------------------- | ----------------------------------------------- | --------------------------------------------- | ------------------------------------------ | ------------------------------------------------- | ------------------------------------ | --------------------------------------------------------------------------- | ------------------------------------------------------------------------------ |
| Jim              | «Sweet Child O'Mine» de Guns N' Roses             | «Soc la d'ahir» de Samantha                                          | «Toy» de Netta                                          | «The Look» de Roxette                                                  | «No controles» d'Olé Olé                       | «Estimar-te com la terra» de Ginestà           |                                                 | «It's Oh So Quiet» de Björk                   | «Xuculatina» de Figa Flawas                | «It's My Life» de Bon Jovi                        | «Boig per tu» de Sau                 | «Tattoo» de Loreen; «Jugular» de Triquell                                   | «Somnis entre boires» de Sangtraït; «I'm Outta Love» d'Anastacia               |
| Carla            | «Never Enough» de Loren Allred                    | «Kings & Queens» d'Ava Max                                           | «És inútil continuar» de Sau                            | «Don't You Worry 'bout a Thing» de Stevie Wonder, versió de Tori Kelly | «Per la bona gent» de Manel                    | «When We Were Young» d'Adele                   |                                                 | «Girls Just Want to Have Fun» de Cyndi Lauper | «Una cançó» de Julen                       | «River Deep – Mountain High» de Ike & Tina Turner | «Cara de cul» d'Oques Grasses        | «When Loves Takes Over» de David Guetta; «La rosa» de El Petit Príncep      | «Don't rain on my parade» del musical Funny girl; «Celebrem» de Miki Núñez     |
| Alèxia           | «Can't Get You Out of My Head» de Kylie Minogue   | «Hopelessly Devoted to You» de Grease                                | «Las 12» d'Ana Mena                                     | «Bona nit» d'Els Pets                                                  | «Rise Like a Phoenix» de Conchita Wurst        | «Waterloo» d'ABBA                              |                                                 | «Born This Way» de Lady Gaga                  | «Remena, nena» de Guillermina Motta        | «I Wanna Dance with Somebody» de Whitney          | «Release Me» d'Agnes                 | «Memory» del musical Cats                                                   | «One night only» del musical Dreamgirls; «Vestida de nit» de Sílvia Pérez Cruz |
| Sofia            | «Flowers» de Miley Cyrus                          | «Et porto sota la pell» de Cole Porter                               | «Never Gonna Not Dance Again» de Pink                   | «Superfashion» de Macedònia                                            | «Snap» de Rosa Linn                            | «Never Really Over» de Katy Perry              |                                                 | «És superfort» de Josmar                      | «Let's Get Loud» de Jennifer Lopez         | «Thats What I Want» de Lil Nas X                  | «Eloïse» de Tino Casal               | «Like a Prayer» de Madonna; «Perra» de Riboberta Bandini                    |                                                                                |
| Tomás            | «Suspicious Minds» d'Elvis Presley                | «Wake Me Up Before You Go-Go» de Wham!                               | «En 3 minuts» de Manu Guix                              | «Radio Ga Ga» de Queen                                                 | «Umbrella» de Rihanna, versió de The Baseballs | «Felicità» d'Al Bano                           |                                                 | «Coti x Coti» de The Tyets                    | «It's Not Unusual» de Tom Jones            | «Paraules d'amor» de Joan Manuel Serrat           | «Run Boy Run» de Woodkid             | «Radioactive» de Imagine Dragons; «Qualsevol nit pot sortir el sol» de Sisa |                                                                                |
| Elena            | «The Shoop Shoop Song (It's in His Kiss)» de Cher | «Vivir así es morir de amor» de Camilo Sesto, versió de Nathy Peluso | «La vie en rose» d'Édith Piaf                           | «Illes dins d'un riu» de Tomeu Penya                                   | «Hung Up» de Madonna                           | «The Bright Side» d'Stay Homas i Oques Grasses |                                                 | «Mujer contra mujer» de Mecano                | «Don't Call Me Up» de Mabel                | «Halo» de Beyoncé                                 | «Cabaret» de Liza Minnelli           |                                                                             |                                                                                |
| Paula            | «Firework» de Katy Perry                          |                                                                      |                                                         |                                                                        |                                                |                                                | «It's All Coming Back to Me Now» de Céline Dion | «Girl on Fire» d'Alicia Keys                  | «Desátame» de Mónica Naranjo               | «Ventiladors» de Zoo                              |                                      |                                                                             |                                                                                |
| Carlos           | «Que bonica la vida» de Nil Moliner               | «We Don't Talk Anymore» de Charlie Puth                              | «Només vull amor» de Siderland                          | «Tú me dejaste de querer» de C. Tangana                                | «I'm Still Standing» d'Elton John              |                                                | «Ningú més que tu» de Pablo Alborán             | «Les nits no moren mai» de Doctor Prats       | «Bad» de Michael Jackson                   |                                                   |                                      |                                                                             |                                                                                |
| Claudia          | «Good 4 U» d'Olivia Rodrigo                       | «LLYLM» de Rosalía                                                   | «Deja vu» d'Scorpio                                     | «About Damn Time» de Lizzo                                             | «Fil de llum» d'Andreu Rifé                    | «Què passa nen» d'Alizzz                       |                                                 | «Creu-me» dels Beta                           |                                            |                                                   |                                      |                                                                             |                                                                                |
| Jan              | «Another Love» de Tom Odell                       | «In My Blood» de Shawn Mendes                                        | «Angels» de Robbie Williams                             | «Supermercat» de Lildami                                               | «Som Ocells» de Nil Moliner                    | «Sucker» de Jonas Brothers                     | «Que tinguem sort» de Lluís Llach               |                                               |                                            |                                                   |                                      |                                                                             |                                                                                |
| Domènec          | «De l'1 al què» de The Tyets                      | «I'm Not Here to Make Friends» de Sam Smith                          | «As It Was» de Harry Styles                             | «Sorry» de Justin Bieber                                               |                                                |                                                | «Beso» de Rosalía i Rauw Alejandro              |                                               |                                            |                                                   |                                      |                                                                             |                                                                                |
| Emmi             | «Amor del bo» de Rozalén i Sílvia Pérez Cruz      | «Holding Out for a Hero» de Bonnie Tyler                             | «Levitating» de Dua Lipa                                |                                                                        |                                                |                                                | «Wannabe» d'Spice Girls                         |                                               |                                            |                                                   |                                      |                                                                             |                                                                                |
| Natàlia          | «Toxic» de Britney Spears                         | «Tu Juru Ju» de Julieta                                              | «Shake It Off» de Taylor Swift                          |                                                                        |                                                |                                                | «Into You» d'Ariana Grande                      |                                               |                                            |                                                   |                                      |                                                                             |                                                                                |
| Nei              | «Butter» de BTS                                   | «Loviu Baby» de Doctor Prats                                         |                                                         |                                                                        |                                                |                                                | «Mama Knows Best» de Jessie J                   |                                               |                                            |                                                   |                                      |                                                                             |                                                                                |
| Héctor           | «En peu de guerra» d'Els Catarres                 |                                                                      |                                                         |                                                                        |                                                |                                                | «I Wanna Be Your Slave» de Måneskin             |                                               |                                            |                                                   |                                      |                                                                             |                                                                                |
| Ethan            | «Elefants» d'Oques Grasses                        |                                                                      |                                                         |                                                                        |                                                |                                                | «S'ha acabat» d'Els Pets                        |                                               |                                            |                                                   |                                      |                                                                             |                                                                                |
| Artista convidat |                                                   | «Primavera» de Judit Neddermann                                      | «La nit sembla que serà nostra» d'Els Amics de les Arts | Medley de «Jugular» i «CBD i espardenyes» de Triquell                  | «La nit està que crema» de Buhos               | «Nochentera» de Vicco                          | «New Orleans» de Koko Jean & The Tonics         | «La cadena» d'Edu Esteve                      | «Girem-ho tot» de Núria López              | «Al ritme que jo canto» de Mariona Escoda         | «Nenes presumides» de l'Scorpio      | «Gelat» de Miki Núñez                                                       | Medley de «Som ocells» i «Dos primaveras» de Nil Moliner                       |
| Artista convidat | «La nòria» d'Stay Homas                           | «Primavera» de Judit Neddermann                                      | «La nit sembla que serà nostra» d'Els Amics de les Arts | Medley de «Jugular» i «CBD i espardenyes» de Triquell                  | «La nit està que crema» de Buhos               | «Nochentera» de Vicco                          | «New Orleans» de Koko Jean & The Tonics         | «Eufòria» de Mazoni                           | «Què em passa? (No sé què faig)» de Guineu | «Ja no m'importa» de Sara Roy                     | «Jo t'estimo igual» de Lildami i Jim | «Gelat» de Miki Núñez                                                       |                                                                                |

### Cançons en parella
A la primera semifinal, la gala 11, els semifinalistes hagueren de cantar un duet amb un dels seus companys, a més de la cançó que feien en solitari.
| Gala                      | Concursants    | Cançons                                              |
| ------------------------- | -------------- | ---------------------------------------------------- |
| Gala 11 Primera semifinal | Alèxia i Tomàs | «Per què he plorat?» del musical Mar i cel           |
| Gala 11 Primera semifinal | Elena i Jim    | «Telephone» de Lady Gaga i Beyoncé                   |
| Gala 11 Primera semifinal | Carla i Sofia  | «When You Believe» de Withney Houston i Mariah Carey |

### Cançons grupals
| Gala                 | Cançons                                                      |
| -------------------- | ------------------------------------------------------------ |
| Gala 1               | «El dia de la victòria» de Buhos                             |
| Gala 7 Repesca       | «We're All in This Together» del musical High School Musical |
| Gala final (gala 13) | «Heroes» de Måns Zelmerlöw                                   |

### Llengua de les cançons
|                                                 | Gala 1 | Gala 2 | Gala 3 | Gala 4 | Gala 5 | Gala 6 | Gala 7 Repesca | Gala 8 | Gala 8 | Gala 9 | Gala 9 | Gala 10 | Gala 10 | Gala 11 Primera semifinal | Gala 12 Segona semifinal | Gala 12 Segona semifinal | Gala final | Gala final |
| ----------------------------------------------- | ------ | ------ | ------ | ------ | ------ | ------ | -------------- | ------ | ------ | ------ | ------ | ------- | ------- | ------------------------- | ------------------------ | ------------------------ | ---------- | ---------- |
| Jim                                             |        |        |        |        |        |        |                |        |        |        |        |         |         |                           |                          |                          |            |            |
| Carla                                           |        |        |        |        |        |        |                |        |        |        |        |         |         |                           |                          |                          |            |            |
| Alèxia                                          |        |        |        |        |        |        |                |        |        |        |        |         |         |                           |                          |                          |            |            |
| Sofia                                           |        |        |        |        |        |        |                |        |        |        |        |         |         |                           |                          |                          |            |            |
| Tomás                                           |        |        |        |        |        |        |                |        |        |        |        |         |         |                           |                          |                          |            |            |
| Elena                                           |        |        |        |        |        |        |                |        |        |        |        |         |         |                           |                          |                          |            |            |
| Paula                                           |        |        |        |        |        |        |                |        |        |        |        |         |         |                           |                          |                          |            |            |
| Carlos                                          |        |        |        |        |        |        |                |        |        |        |        |         |         |                           |                          |                          |            |            |
| Claudia                                         |        |        |        |        |        |        |                |        |        |        |        |         |         |                           |                          |                          |            |            |
| Jan                                             |        |        |        |        |        |        |                |        |        |        |        |         |         |                           |                          |                          |            |            |
| Domènec                                         |        |        |        |        |        |        |                |        |        |        |        |         |         |                           |                          |                          |            |            |
| Emmi                                            |        |        |        |        |        |        |                |        |        |        |        |         |         |                           |                          |                          |            |            |
| Natàlia                                         |        |        |        |        |        |        |                |        |        |        |        |         |         |                           |                          |                          |            |            |
| Nei                                             |        |        |        |        |        |        |                |        |        |        |        |         |         |                           |                          |                          |            |            |
| Héctor                                          |        |        |        |        |        |        |                |        |        |        |        |         |         |                           |                          |                          |            |            |
| Ethan                                           |        |        |        |        |        |        |                |        |        |        |        |         |         |                           |                          |                          |            |            |
| Cançó grupal                                    |        |        |        |        |        |        |                |        |        |        |        |         |         |                           |                          |                          |            |            |
| Cançons en parella (gala 11: primera semifinal) |        |        |        |        |        |        |                |        |        |        |        |         |         |                           |                          |                          |            |            |
| Alèxia i Tomàs                                  |        |        |        |        |        |        |                |        |        |        |        |         |         |                           |                          |                          |            |            |
| Elena i Jim                                     |        |        |        |        |        |        |                |        |        |        |        |         |         |                           |                          |                          |            |            |
| Carla i Sofia                                   |        |        |        |        |        |        |                |        |        |        |        |         |         |                           |                          |                          |            |            |

     Català
     Anglès
     Català i anglès
     Castellà
     Castellà i anglès
     Francès
     Italià
A la segona temporada d'Eufòria, els concursants han cantat 128 cançons de les quals 44 han estat en català (34,375 %); 71 en anglès (55,47 %); 9 en castellà (7,03 %) i 4 en altres llengües (3,125 %): català i anglès, castellà i anglès, francès i italià.
Dels disset artistes convidats, la majoria han cantat en català (82,35 %) i els altres cantants ho han fet en castellà (5,88 %), en anglès (5,88 %) o en català i castellà (5,88 %).

## Recepció
En les votacions de la segona semifinal (gala 12), hi hagué més de 100 mil vots en la primera votació i més de 130 000 vots en la segona votació. Aquestes xifres representaren el rècord absolut de la història del programa. A la gala final, el públic emeté 310 000 vots, unes xifres de rècord en tota la història d'Eufòria assolides en la votació final per a elegir la guanyadora del programa.

### Audiències televisives
L'estrena de la primera gala fou molt reeixida amb una quota de pantalla del 22,4 %, una audiència mitjana de 381 000 espectadors i una audiència acumulada de 824 000 persones. El minut d'or fou a les 22.26 h amb una audiència de 489 000 espectadors i 24,3 % de quota. A més, liderà la franja entre els més joves amb un 36,3 % en els nens de 4 a 12 anys i amb un 44,1 % en els joves de 13 a 24 anys.
A la gala 5, l'audiència en els més joves fou 42,3 % en els espectadors de 4 a 12 anys i 29,6 % en la franja de 13 a 24 anys.
La gala 9, després d'una baixada d'audiència continuada d'ençà de la gala 5, tornà a recuperar l'audiència de les primeres gales i triomfà molt entre els més joves amb un 40,4 % (de 4 a 12 anys), un 31,7% (de 13 a 24 anys) i un 31,3% (de 25 a 44 anys).
La gala final aconseguí un 49 % de quota de pantalla entre els nens de 4 a 12 anys i un 28 % entre els joves de 13 a 24.
| Episodi                                             | Data original d'emissió | Espectadors | Quota de pantalla | Ref.                        |
| --------------------------------------------------- | ----------------------- | ----------- | ----------------- | --------------------------- |
| Eufòria, el càsting final: coneixem els concursants | 23 de febrer de 2023    | 191 000     | 12,8 %            | [ 49 ] [ 50 ]               |
| Eufòria, el càsting final: els últims escollits     | 3 de març de 2023       | 278 000     | 14,6 %            | [ 49 ] [ 51 ] [ 52 ]        |
| Gala 1                                              | 10 de març de 2023      | 381 000     | 22,4 %            | [ 49 ] [ 51 ] [ 45 ] [ 53 ] |
| Gala 2                                              | 17 de març de 2023      | 346 000     | 22,6 %            | [ 51 ] [ 54 ] [ 55 ]        |
| Gala 3                                              | 24 de març de 2023      | 368 000     | 21,3 %            | [ 51 ] [ 56 ] [ 57 ]        |
| Gala 4                                              | 31 de març de 2023      | 307 000     | 18,9 %            | [ 51 ] [ 58 ] [ 59 ]        |
| Passió per «Eufòria»                                | 7 d'abril de 2023       | 158 000     | 9 %               | [ 60 ] [ 61 ] [ 62 ]        |
| Gala 5 (especial gala al revés)                     | 14 d'abril de 2023      | 324 000     | 19,6 %            | [ 51 ] [ 63 ] [ 46 ]        |
| Gala 6                                              | 21 d'abril de 2023      | 321 000     | 19,4 %            | [ 51 ] [ 64 ] [ 11 ]        |
| Gala 7 (especial repesca)                           | 28 d'abril de 2023      | 244 000     | 15,5 %            | [ 51 ] [ 65 ] [ 66 ]        |
| Gala 8                                              | 5 de maig de 2023       | 229 000     | 14,4 %            | [ 51 ] [ 67 ] [ 68 ]        |
| Gala 9 (especial gala del públic)                   | 12 de maig de 2023      | 336 000     | 19,8 %            | [ 51 ] [ 47 ] [ 69 ]        |
| Gala 10                                             | 19 de maig de 2023      | 345 000     | 19,6 %            | [ 51 ] [ 24 ] [ 70 ]        |
| Gala 11 (Primera semifinal)                         | 26 de maig de 2023      | 399 000     | 23,8 %            | [ 51 ] [ 71 ] [ 34 ]        |
| Gala 12 (Segona semifinal)                          | 2 de juny de 2023       | 347 000     | 20,6 %            | [ 51 ] [ 33 ] [ 72 ]        |
| Gala 13 (Gala final)                                | 9 de juny de 2023       | 410 000     | 26,2 %            | [ 51 ] [ 48 ] [ 2 ]         |

### Audiències d'Eufòria: el Twitch
Després de les gales, s'emet a TV3 el directe de Twitch on comenten la gala i parlen amb els concursants eliminats. En la primera gala, Eufòria: el Twitch va fer una audiència mitjana de 61 000 espectadors, una quota del 9,1 % i una audiència acumulada de 171 000 espectadors.
El programa de la gala 5 va aconseguir un 32,7 % de quota en la franja de 4 a 12 anys.
| Episodi                               | Data original d'emissió | Espectadors | Quota de pantalla | Ref.          |
| ------------------------------------- | ----------------------- | ----------- | ----------------- | ------------- |
| Postgala 1                            | 10 de març de 2023      | 61 000      | 9,1 %             | [ 45 ]        |
| Postgala 2                            | 17 de març de 2023      | 47 000      | 8,7 %             | [ 54 ]        |
| Postgala 3                            | 24 de març de 2023      | 71 000      | 9,5 %             | [ 56 ]        |
| Postgala 4                            | 31 de març de 2023      | 79 000      | 9,5 %             | [ 58 ]        |
| Postgala 5 (especial gala al revés)   | 14 d'abril de 2023      | 86 000      | 11 %              | [ 46 ]        |
| Postgala 6                            | 21 d'abril de 2023      | 66 000      | 8,0 %             | [ 64 ]        |
| Postgala 7 (especial repesca)         | 28 d'abril de 2023      | 43 000      | 5,2 %             | [ 65 ]        |
| Postgala 8                            | 5 de maig de 2023       | 46 000      | 5,5 %             | [ 68 ]        |
| Postgala 9 (especial gala del públic) | 12 de maig de 2023      | 80 000      | 9,6 %             | [ 47 ]        |
| Postgala 10                           | 19 de maig de 2023      | 97 000      | 10,5 %            | [ 70 ]        |
| Postgala 11 (Primera semifinal)       | 26 de maig de 2023      | 125 000     | 13,5 %            | [ 71 ]        |
| Postgala 12 (Segona semifinal)        | 2 de juny de 2023       | 111 000     | 12,7 %            | [ 33 ] [ 72 ] |
| Postgala 13 (Gala final)              | 9 de juny de 2023       | 107 000     | 14,0 %            | [ 48 ]        |

### Audiències digitals
Les gales d'Eufòria també es poden veure a través dels mitjans digitals de la CCMA (apli, web…). La primera gala assolí ser vista per un 52 % més de gent que la primera gala d'Eufòria 1.
| Episodi                           | Data original d'emissió | Espectadors únics | Ref.   |
| --------------------------------- | ----------------------- | ----------------- | ------ |
| Gala 1                            | 10 de març de 2023      | 14 000            | [ 45 ] |
| Gala 2                            | 17 de març de 2023      | 15 119            | [ 55 ] |
| Gala 3                            | 24 de març de 2023      | 16 147            | [ 57 ] |
| Gala 4                            | 31 de març de 2023      | 14 400            | [ 59 ] |
| Gala 5 (especial gala al revés)   | 14 d'abril de 2023      | 15 446            | [ 63 ] |
| Gala 6                            | 21 d'abril de 2023      | 15 163            | [ 11 ] |
| Gala 7 (especial repesca)         | 28 d'abril de 2023      | 15 967            | [ 66 ] |
| Gala 8                            | 5 de maig de 2023       | 14 979            | [ 67 ] |
| Gala 9 (especial gala del públic) | 12 de maig de 2023      | 14 582            | [ 69 ] |
| Gala 10                           | 19 de maig de 2023      | 14 823            | [ 24 ] |
| Gala 11 (Primera semifinal)       | 26 de maig de 2023      | 16 746            | [ 34 ] |
| Gala 12 (Segona semifinal)        | 2 de juny de 2023       | 18 374            | [ 72 ] |
| Gala 13 (Gala final)              | 9 de juny de 2023       | 24 904            | [ 48 ] |